# El gordo y el flaco (dibujos animados)
El Gordo y el Flaco (en inglés Laurel and Hardy) es una serie animada de televisión, lanzada como una versión actualizada de los actos cómicos de Stan Laurel y Oliver Hardy por el estudio de animación Hanna-Barbera y Larry Harmon Productions. Fue emitida originalmente por NBC entre 1966 y 1967. La serie se compone en total de 156 cortos animados de 5 minutos, cada uno con su propia apertura y cierre para facilitar su retransmisión.

## Historia
Larry Harmon había estado desarrollando la serie desde 1961, cuando Oliver Hardy ya había fallecido y Stan Laurel vivía ya retirado y con problemas de salud. Laurel tuvo muy poca participación en la preproducción de esta serie.
En la mayoría de los dibujos animados, Laurel y Hardy se meten en un lío de problemas, y en casi etodos ellos termina con Laurel lloriqueando. 
Dado que los actores originales ya habían fallecido en al momento de lanzarse esta serie, el propio productor Larry Harmon y Jim MacGeorge proporcionaron, respectivamente, las voces de Stan y Ollie.  Más tarde, ambos repetirían sus papeles en un episodio de Las nuevas películas de Scooby-Doo en 1972. 
Otras voces adicionales que participaron fueron de los actores Hal Smith, Don Messick, Janet Waldo, Paul Frees, Doug Young y Allan Melvin.

## Recepción
El programa estuvo al aire sólo una temporada y no fue bien recibido.  El crítico Leonard Maltin dijo: "Criticar estas caricaturas no tiene sentido. Cualquier imitación, incluso una buena, simplemente no puede ser de Laurel y Hardy... Nadie puede duplicar la grandeza de Laurel y Hardy porque eran únicos".